# Kofein
Kofein (podle rostliny Coffea arabica, česky kávovník arabský), někdy též tein (podle čajovníku) je alkaloid, který stimuluje centrální nervovou soustavu a srdeční činnost. Kofein je pravděpodobně nejrozšířenější stimulant, tudíž nejrozšířenější drogou na světě.
Kofein patří do skupiny methylových derivátů xanthinu, která zahrnuje theobromin (kakao) a theofylin (bronchodilatans, látka uvolňující průduškové svalstvo).
Kofein je hořká, bílá krystalická látka – xanthinový alkaloid, který je zároveň psychoaktivní stimulační drogou. Kofein v poměrně čistém stavu získal z kávy německý chemik Ferdinand Runge v roce 1819. Vymyslel pro novou látku tehdy jméno Kaffebase (tj. báze z kávy).
Kofein se v různém množství nachází také ve fazolích, listech a plodech některých rostlin, kde slouží rostlině jako přirozený pesticid – paralyzuje a zabíjí určité druhy hmyzu, které se živí částmi rostlin. Nejčastěji se s ním setkáváme v kávových bobech a listech čajovníku, stejně jako v produktech vyrobených z ořechu koly. Ostatními zdroji jsou bobule guarany, cesmína paraguayská, nebo jiný druh cesmíny, Ilex vomitoria (cesmína dávivá – keř podobný brusince, rostoucí na severovýchodě Severní Ameriky).
V lidském organismu funguje kofein jako stimulátor centrální nervové soustavy (CNS), dočasně potlačuje únavu a probouzí bdělost. Nápoje obsahující kofein jako káva, čaj, limonády a energetické nápoje se těší velké oblibě. Jde o nejpopulárnější psychoaktivní látku na světě, ale na rozdíl od ostatních je legální a její prodej se neřídí žádnými omezeními. V Severní Americe konzumuje kofein 90 % dospělé populace denně. U americké Správy potravin a léčiv FDA (americká obdoba českého Státního ústavu pro kontrolu léčiv) je registrován jako bezpečná látka.
Kofein má diuretické účinky, alespoň u osob, které nemají vyvinutou toleranci častým užíváním. U pravidelných uživatelů se vyvine tolerance k tomuto účinku a studie nepotvrzují, že by při pravidelné konzumaci vedlo pití nápojů obsahujících kofein k dehydrataci.

## Výskyt a použití

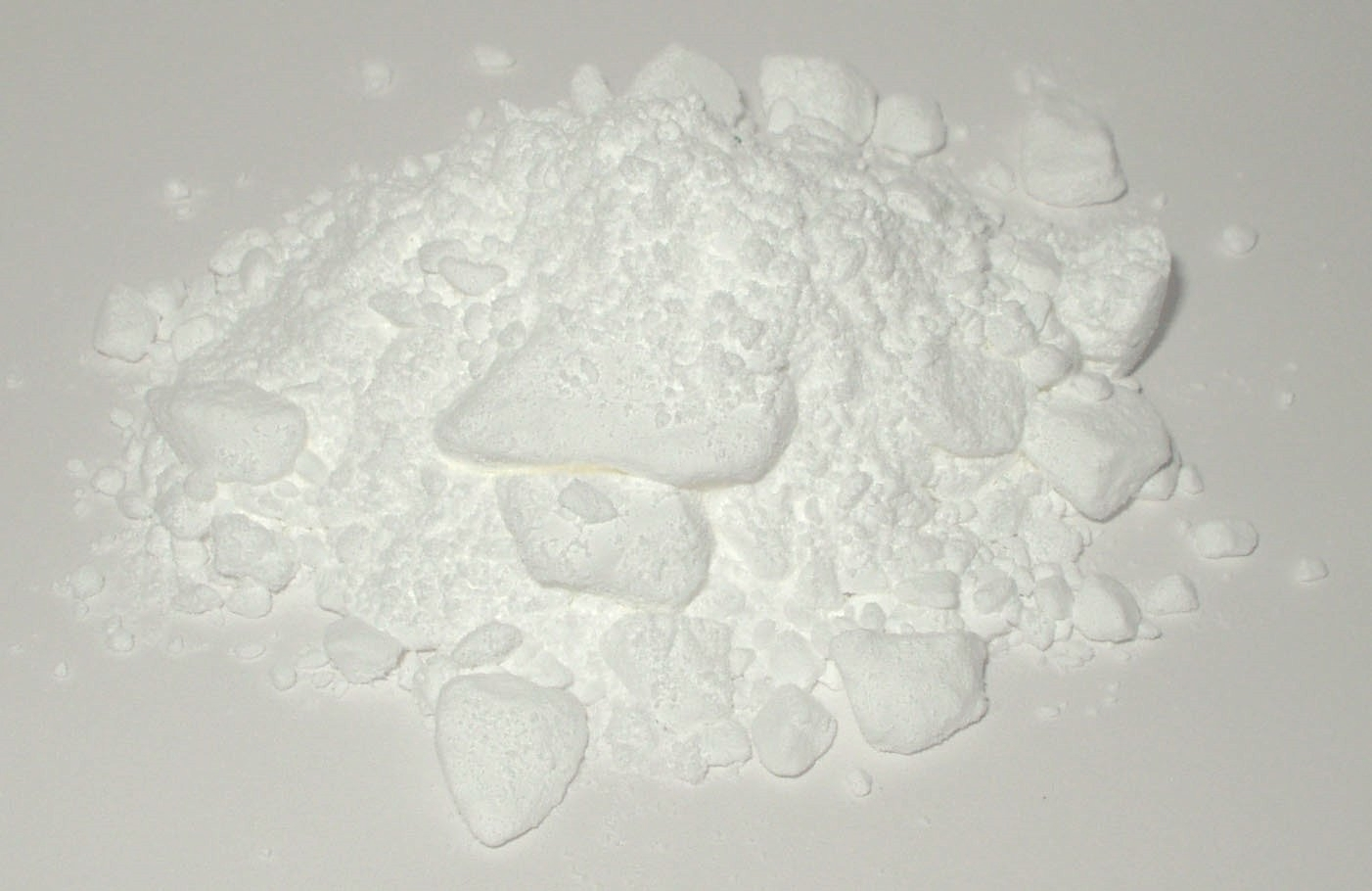
Bezvodý kofein lékopisné čistoty

Čistý kofein je bílý hebký prášek nebo lesklé jehličky, hořké chuti.
Purinový derivát kofein se vyskytuje v listech, semenech a plodech nejméně 63 rostlin. Nejznámější jsou kávová zrna (Coffea arabica), kakaové boby (Theobroma cacao), cola ořechy (Cola acuminata), čajové lístky (Camellia thea), lístky maté (Ilex paragueyensis) a guarana (Paullinia cupana). Čaj obsahuje ještě dva další alkaloidy, theofylin a theobromin. Kofein se přidává do nealkoholických nápojů jako Coca-Cola, Kofola a další. Podle výskytu se označuje též jako tein, matein či guaranin.
1–2 % koncentrace kofeinu je pro plže smrtelným nervovým jedem. Lze jej tedy použít jako moluskocid na hubení škodlivých plžů.
Kofein je mitotický jed. Kofein obsahují mnohé rostliny. Slouží jako přírodní pesticid. Nejvyšší obsah mají rostliny, které jsou olistěné, ale chybí jim mechanická ochrana. Kofein ochromuje a zabíjí určité druhy hmyzu, které se živí těmito rostlinami. Vysoký obsah se nachází i v zemi, ve které rostou semenáčky kávovníku. Kofein tedy slouží nejenom jako přírodní pesticid proti hmyzu, ale také brání tomu, aby se v okolí vysemenila jiná rostlinka, která by obírala semenáček o živiny. Dává tedy rostlince lepší šanci na přežití.
Nejběžnější zdroje kofeinu jsou káva, čaj, a menší množství obsahuje i kakao. Méně známé zdroje kofeinu jsou např. yerba maté a guarana, které jsou někdy užívány při přípravě čajů a energetických nápojů. Dvě přezdívky pro kofein jsou matein a guaranin, které jsou odvezené ze jmen rostlin, ve kterých se nacházejí. Někteří „maté nadšenci“ tvrdí, že matein je stereoizomer kofeinu,[zdroj⁠?!] což by z něj dělalo jinou látku. To ale není pravda, protože kofein je achirální molekula a proto tedy nemá žádné enantiomery ani jiné stereoisomery.

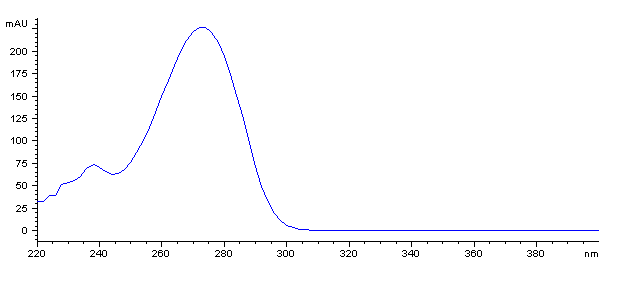
UV spektrum kofeinu

Různorodost zkušeností s požitím kofeinu je pravděpodobně způsobena tím, že rostliny obsahují množství dalších xantinových alkaloidů. Jako kardiostimulans theofylin a theobromin a další látky jako polyfenoly, které mohou vytvářet nerozpustné komplexy s kofeinem.
Světově nejpopulárnějším zdrojem kofeinu jsou boby kávovníku, ze kterých se připravuje káva. Obsah kofeinu v kávovém zrnu se různí podle druhu kávovníku a metody zpracování zrn. Dokonce v plodech jednoho keře může být, co se týče obsahu kofeinu, velký rozdíl. Takže jeden šálek kávy obsahuje od 40 mg u espressa z odrůdy Arabica (30 ml) až po 100 mg na 120 ml v obyčejné překapávané kávě. Obecně dlouho pražená kávová zrna obsahují méně kofeinu než lehce pražená kávová zrna, protože proces pražení snižuje obsah kofeinu v zrnu. Arabica obsahuje méně kofeinu než robusta. Káva obsahuje stopy theofylinu, ale ne theobrominu.
Čaj je dalším běžným zdrojem kofeinu. Vlastně čaj obsahuje více kofeinu než káva, ale hrneček čaje obsahuje kofeinu méně, protože k jeho přípravě není použito takové množství rostliny. Sílu nálevu také ovlivňují podmínky pěstování rostliny, proces zpracování a další. Některé čajové odrůdy mohou obsahovat významně více kofeinu než jiné. Čaj obsahuje malé množství theobrominu a o něco více theofylinu než káva. Příprava čaje má velký vliv na to, jaký nálev nakonec bude. Barva čaje je, co se týče obsahu kofeinu, málo směrodatná. Čaje jako světlý japonský čaj gyokuro obsahují mnohem více kofeinu než mnohem tmavší čaje jako lapsang souchong, který obsahuje kofeinu velmi málo.
Kofein je také běžně obsažen v limonádách jako Cola, původně připravovaná z kolových ořechů. Limonády obvykle obsahují od 10 do 50 mg kofeinu. Na druhou stranu nápoje jako Red Bull obvykle obsahují 320 mg/l, tedy 80–160 mg v jedné plechovce. Kofein v těchto nápojích je jednak získáván dekafeinací, jednak je uměle syntetizován. Guarana, hlavní ingredience energetických nápojů, obsahuje velká množství kofeinu s malým množstvím theofylinu a theobrominu, který se přirozeně uvolňuje postupně. Čokoláda vyráběná z kakaa také obsahuje malé množství kofeinu. To, že čokoláda nemá velké povzbuzující účinky, je tím, že obsahuje kofein v kombinaci s theofylinem a theobrominem. Běžně velká tabulka mléčné čokolády (28 g) obsahuje asi tolik kofeinu jako šálek kávy bez kofeinu.
V poslední době je také celkem běžné přidávat kofein do mýdel a šampónů a tvrdit, že kofein může být absorbován kůží.[zdroj⁠?!] To ale není dokázáno a pravděpodobně nemají žádné větší stimulační účinky na nervovou soustavu, protože není absorbován dost rychle.[zdroj⁠?!] Některé farmaceutické firmy začaly vyrábět kofein v tabletách s tím, že zlepšují mozkové funkce. Jejich efekt je, že snižují únavu a zlepšují pozornost. Někdy je používají studenti, kteří se učí ke zkoušce, nebo lidé, kteří potřebují řídit dlouhé hodiny.[zdroj⁠?!]

## Historie
Kofein se konzumoval od doby kamenné. Lidé už v dávných dobách objevili, že žvýkání semen, kůry, nebo listů určitých rostlin usnadňuje práci, stimuluje pozornost a zlepšuje náladu. Až mnohem později se přišlo na to, že se účinek kofeinu hodně zvyšuje tím, že se rostlina zalije horkou vodou. Mnoho přírodních národů má legendy o tom, jak byly tyto rostliny objeveny. Podle jedné známé čínské legendy, čínskému císaři Shennongovi, který panoval 3000 let př. n. l., lístky rostliny náhodou spadly do horké vody, a osvěžující a voňavý nápoj byl na světě. O císaři Shennongovi se také mluví v Lu Yuově Cha Jing, slavné a velmi staré knize o čaji.

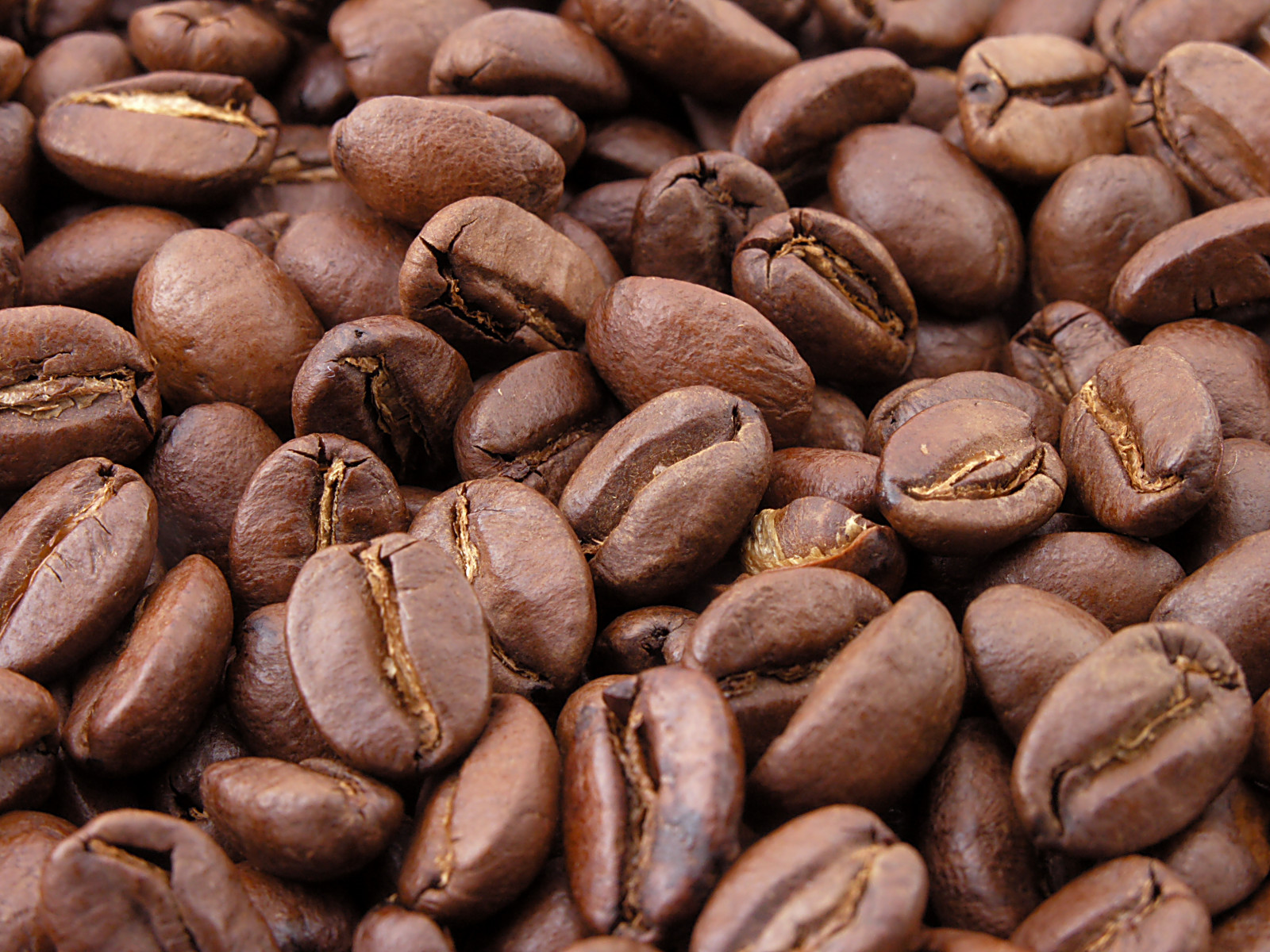
Pražená zrnka kávy, běžný zdroj kofeinu

Historie kávy byla zaznamenána znovu až v devátém století. V té době byly kávové boby k dostání pouze v Etiopii. Populární legenda připisuje jejich objevení bájnému pasákovi koz, který se jmenoval Kaldi. Ten si všiml, že kozy, které se pásly na kávovníku, byly čilejší a v noci pak méně spaly. Zkusil sníst několik plodů a zažil stejné osvěžení a povzbuzení jako kozy.
Nejstarší literární zmínky o kávě se nacházejí v práci perského lékaře al-Raziho z 9. století.
V roce 1587 byla vydána práce Malaye Jaziri, která pojednává o historii a právních omezeních s kávou spojených. Práce se jmenuje „Undat al safwa fi hill al-gahwa“. Mluví o šejkovi Jamal-al-Din al-Dhabhani, muftím z Adenu, který si jako první zvykl pravidelně pít kávu v roce 1454. V 15. století si jemenští súfisté zvykli popíjet kávu během modliteb, aby neusnuli.
V 16. století bylo pití kávy zaznamenáno evropským vyslancem v Egyptě a v této době se také běžně začala používat na Blízkém východě. Z počátku byla káva v Evropě známá jako arabské víno, a to přibližně od počátku 17. století. Poté, co osmanští Turci odtáhli od hradeb nedobyté Vídně, našlo se mezi jejich zavazadly velké množství kávy. Evropané nevěděli, co mají s kávovými boby dělat, protože je neznali. A tak Polák Jerzy Franciszek Kulczycki, který pracoval pro Turky, nabídl, že si je vezme a naučí Vídeňany vařit kávu. Tak byla otevřena první kavárna v západním světě ve Vídni. V Británii byly první kavárny otevřeny v Londýně v roce 1652 v St. Michael’s Alley v Cornhillu. Staly se brzy populárními a hrály důležitou úlohu ve společenském životě 17. a 18. století.
Ořechy koly tak jako plody kávovníku a čajové listy mají svůj pradávný původ. Byly žvýkány v mnoha západoafrických kulturách, a to jak jednotlivci, tak jako součást sociálních setkání pro svoji schopnost navracet lidem vitalitu a snižovat pocit hladu během hladomorů.
V roce 1911 byla Cola pronásledována jako jedna z prvních hrozeb zdraví. Vláda Spojených států amerických nechala vylít 40 barelů a 20 sudů Colového sirupu do řeky Chattanooga, Tennessee, s prohlášením, že Cola je zdraví škodlivá.
Vláda doufala, že odstraní kofeinu z Coly prohlášeními, že nadměrné pití Coly vedlo na dívčí škole k nočním výtržnostem, porušením kolejního řádu a dalším amorálnostem.
Přestože soudce se Coly zastal, dva rozsudky byly vyneseny v roce 1912 ve prospěch vlády Spojených států, což mělo za následek přidání kofeinu na seznam škodlivých látek, na které vzniká závislost a které musejí být uvedeny na etiketě výrobku.
Nejranější zmínky o používání kakaa se nacházejí na Mayské keramice z roku 600 př. n. l.
V Novém světě byla čokoláda konzumována v podobě hořkého a pálivého nápoje xocoatlu často ochuceným vanilkou, chilli nebo achiotou. Xocoatl byl používán, protože potlačoval mdloby, což je pravděpodobně díky obsahu theobrominu a kofeinu. Čokoláda byla velmi důležitým luxusním zbožím po celé předkolumbovské Střední Americe a kakaové boby byly užívány jako platidlo.
Xocoatl byl do Evropy přivezen Španěly a stal se populárním nápojem kolem roku 1700. Španělé také přivezli první kakaové stromy do Západní Indie a na Filipíny. Bylo používáno při alchymii, kde se mu říkalo „Černá fazole“.
Listy a stonky Yaupon Holly (Ilex vomitoria) byly používány domorodými Američany k přípravě čaje pojmenovaného Asi nebo také Černý nápoj.

## Trávení kofeinu

Metabolismus kofeinu v játrech

Kofein se do lidského těla dostává převážně orálně (ústy) – pitím čaje, kávy, Coly atd., v podobě léků proti únavě nebo intravenózně (nitrožilně). Vstřebává se v žaludku a tenkém střevě. Z kávy se vstřebává po několika minutách po požití. U čaje je to až po 40 minutách, protože obsahuje jiné alkaloidy, které vstřebávání kofeinu oddalují. Kofein je v těle nejprve demethylován na paraxanthin, theobromin a theofylin pomocí enzymu CYP1A2, následuje přeměna na deriváty uracilu či demethylace na monomethylxanthiny, které se dále oxidují na methylované deriváty kyseliny močové pomocí xanthinoxidázy. Opouští tělo asi 5 až 6 hodin po požití.
Při pravidelné aplikaci kofeinu se stane tělo na kofein rezistentní a může na něm vzniknout závislost[zdroj?]. Kofein neurychluje vystřízlivění[zdroj?]. Nemění osobnost a charakter člověka. Citlivost dětí na kofein je vyšší než u dospělých, už jen kvůli jejich nižší hmotnosti.

## Žádoucí účinky

### Nervový systém
Kofein příznivě stimuluje centrální nervový systém. Tím oddaluje únavu (zvláště duševní), zbystřuje myšlení, zlepšuje koncentraci, působí jistou euforii.[zdroj?]

### Srdce a dýchání
Kofein zrychluje tep, uvolňuje hladké svalstvo, rozšiřuje tepny a stimuluje oběhový a respirační systém (srdce a dýchání). Proto pomáhá lidem postiženým astmatem. Zvyšuje obsah mastných kyselin v oběhovém systému, byl proto léta používán sportovci. Tyto účinky mohou trvat od několika hodin až do dvanácti hodin, ale již po čtyřech letech pravidelného užívání se tělo stane rezistentním.

### Odbourávání tuku
Tím, že kofein zatěžuje tělo působením na jeho adenosinové receptory nervového systému, dochází k dočasnému zrychlení metabolismu a odbourávání tuků, kvůli němuž se kofein často propaguje. Tento účinek však není trvalý a je na dluh – po několika dnech užívání kofeinu díky adaptaci počtu adenosinových receptorů na postsynaptické membráně vyprchá a po vysazení kofeinu se musí splácet stejnou nebo delší dobou zvýšené únavy, přejídáním a zpomaleného metabolismu.[zdroj?]
Kofein dočasně přispívá k mobilizaci tukových zásob a způsobuje, že pracující sval tuk využije jako zdroj energie. To odsouvá vyčerpání zásob glykogenu a prodlužuje dobu, kterou je možno věnovat tréninku nebo požadovanému výkonu. Však ani tento účinek není trvalý, po několika dnech vyprchá.

### Rakovina
Pražené kávové boby obsahují akrylamid, který je řazen jako karcinogen typu 2A (pravděpodobný karcinogen pro člověka). Na druhou stranu výzkumy ukázaly, že konzumace kofeinu snižuje pravděpodobnost vzniku karcinomu prostaty, melanomu, leukemie, rakoviny ústní dutiny a endometriálního karcinomu. U ostatních karcinomů nebyla prokázána pozitivní ani negativní korelace s konzumací kofeinu.

## Nežádoucí účinky

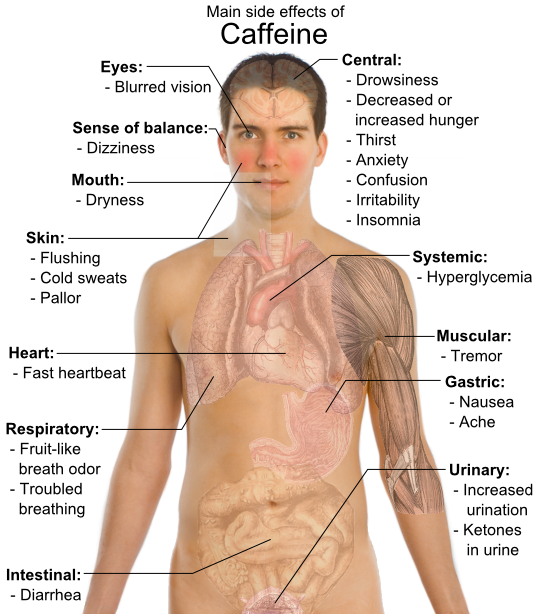
Nežádoucí účinky kofeinu

Někteří výzkumníci[kdo?] tvrdí, že kofein může působit škodlivě i na osoby, které žádné nežádoucí účinky nepozorují. V některých regionech tradiční konzumace čaje (např. v Číně) také skutečně připravují čaj metodou druhého záparu a první zápar považují za spíše škodlivý. Výzkum potvrdil, že kofein (jako látka dobře rozpustná) přechází do prvního záparu, a to již při nižší teplotě vody. I při 80–90 °C po krátkém zamíchání přejde do vody většina kofeinu. Druhý zápar ovšem s nežádoucími účinky kofeinu postrádá i jeho stimulační účinek. Ostatní účinky čaje však zůstávají zachovány.

### Nervová soustava
Zejména u osob přecitlivělých může mít kofein vedle stimulace nervové soustavy i účinky opačné a stimulace nervové soustavy je zřejmě vždy doprovázena i přehlušena rušivým účinkem kofeinu.

### Trávicí ústrojí
Negativní projevy jsou zrychlení srdeční činnosti či bolest žaludku (z důvodu překyselení), proto se nedoporučuje užívat lidem se sklonem k pálení žáhy, žaludečními a dvanáctníkovými vředy.

### Oběhová soustava
Kofein zvyšuje riziko výskytu onemocnění srdce u osob, jejichž průměrná denní spotřeba přesahuje pět šálků kávy. Kvůli zvýšené srdeční aktivitě může kofein v krajním případě přivodit infarkt nebo problémy s ledvinami, protože se jedná o diuretikum.
Některé studie uvádí, že kofein přechodně zvyšuje krevní tlak, dokud se na něj v organismu nevytvoří tolerance, potom se krevní tlak vrací k výchozím hodnotám. Bylo zjištěno, že tento jev ustupuje u zdravých lidí po třech dnech pravidelné konzumace kávy (3 šálky denně). U lidí s hypertenzí tlak nekolísá již po dvou dnech.
Odborníci[kdo?] tvrdí, že při přiměřeném příjmu kofeinu (do pěti šálků kávy denně) se nezvyšuje riziko hypertenze. Jiné je to v případě, když je člověk ve stresu a pije kávu, aby se uklidnil. Kofein násobí negativní účinky stresu na oběhovou soustavu.
Není dostatečně prokázáno, že kofein způsobuje výraznou srdeční arytmii, avšak může k ní za určitých okolností dojít.

### Kosti
Kofein se také může z části podílet na zvýšení rizika vzniku osteoporózy. Kofein ovlivňuje metabolismus vápníku v těle – zvyšuje jeho vylučování, proto by každý, kdo pije alespoň dva šálky kávy denně, měl také vypít sklenici mléka nebo sníst jogurt pro doplnění vápníku. Ukázalo se, že kofein u buněk odpovědných za výstavbu kostí (osteoblastů) výrazně zvyšuje aktivitu receptoru pro glukokortikoidy, a tím až několikanásobně zvyšuje jejich účinek, kterým je zpomalování výstavby. Zvýšená hladina glukokortikoidů (při stresu, některých poruchách hypofýzy a nadledvin nebo při jejich podávání při léčbě imunity) v kombinaci s kofeinem tedy kostem rozhodně nesvědčí.

### Ženy
U žen byla zjištěna souvislost kofeinu s vyšším rizikem vzniku cystické mastitidy či mastodynie. Některé studie se snaží prokázat i souvislost s rakovinou prsu.
Kofein v těhotenství prochází i placentou. Při těhotenství neexistuje bezpečná minimální dávka kofeinu. Při nadměrném příjmu kofeinu v těhotenství může dojít ke snížení růstu plodu. Při kojení je kofein obsažen v mateřském mléku. Dítě pak může být podrážděné a může trpět nespavostí. V období kojení by neměla denní dávka kofeinu přesáhnout 300 mg (2–3 šálky kávy).
U samiček myší bylo prokázáno, že konzumace kofeinu má neblahý vliv na plod (potomstvo).

### Ovlivnění účinku některých léků
Kofein snižuje účinek některých léků proti epilepsii.

### Narušení informační výměny buněk
Pokusy na členovcích (např. na pavoucích) bylo zjištěno, že kofein patří mezi alkaloidy působící největší chaos v informační výměně buněk včetně neuronů. Pavouci ovlivnění kofeinem spřádali síť chaotičtěji než ti ovlivnění LSD nebo heroinem. Tok informací není přerušen, ale dochází častěji k chybám, což působí zvýšená hladina informačního šumu. Důsledky tohoto faktu u člověka nejsou zcela jasné, určitou podobnost můžeme pozorovat u osob na kofein přecitlivělých.

### Přecitlivělost
Celý soubor nežádoucích účinků je možné zjistit u osob na kofein přecitlivělých.

## Psychické poruchy
Kofein dokáže ulevit od některých příznaků deprese, jeho užívání pro lidi trpící úzkostí se ale nedoporučuje. Úzkost může jak zhoršit, tak dokonce i vyvolat, zvláště při vyšších dávkách. Dlouhodobé a pravidelné užívání vyšších dávkách kofeinu může zhoršit jak deprese, tak úzkost, a vyvolat závislost.
Konzumace kofeinu obzvlášť při vyšších dávkách a/nebo později během dne může způsobit nespavost a zhoršuje kvalitu spánku, což vede k zhoršení příznaků deprese. Je důležité užívat kofein s mírou, do 400 mg denně; nad tuto hranici začíná mít většinou nepříznivé účinky a rychlý růst tolerance a závislosti. Celkově kofein může být užitečný pro lidi trpící psychickými problémy, hlavně zvýšenou hladinou serotoninu, dopaminu a norepinefrinu. Někteří lidé trpící úzkostmi a panickými atakami pozorují po konzumaci kofeinu zlepšení příznaků, ale většina pozoruje zhoršení, proto by lidé s úzkostmi kofein konzumovat neměli vůbec, nebo jen v malém množství. Šálek kávy po ránu by tedy mohl být užitečný přídavek k léčbě deprese či úzkosti. Kofein se může kombinovat (v malém množství) se sertralinem i ostatními antidepresivy ze skupiny SSRI. Inhibicí zpětného vychytávání epinefrinu se zvyšují hladiny epinefrinu, což může zhoršit stres a úzkost a s tím spojené problémy.

## Přecitlivělost na kofein
Není jisté, zda u osob přecitlivělých kofein jen spouští neurotické projevy disponovaného organismu nebo také i sám přímo více nežádoucích účinků vyvolává. Nejspíš jde o kombinaci obou mechanizmů. Při přecitlivělosti na kofein se může objevit celá řada nežádoucích účinků, nebo se silněji projeví nežádoucí účinky obvyklé u běžné populace: nevolnost, neklid, nervozita, nesoustředěnost, únava, nespavost, pocení nohou, rukou, bušení srdce aj. Pro osoby na kofein přecitlivělé nejsou vhodné ani běžné dávky této látky obsažené v čaji, kávě, čokoládě, kakau, některých limonádách aj. Přecitlivělé osoby by se příjmu kofeinu měly vyvarovat zejména v situacích psychicky náročných (např. veřejné vystoupení, obchodní jednání), vyžadujících koncentraci (např. řízení auta) a před spaním. Přecitlivělé osoby by měly čínský čaj (lhostejno, zda černý, žlutý či zelený) připravovat výhradně metodou druhého záparu. Kofein, jako látka dobře rozpustná, se v převážné míře z lístků čaje vyloučí již při prvním krátkém záparu.

## Závislost, abstinenční příznaky
Abstinenční příznaky se mohou u osob pravidelně konzumujících kofein, ať už ve formě kofeinových nápojů či tablet a jiných přípravků obsahujících kofein, objevit v době, kdy se již vůči kofeinu vytvořila tolerance a došlo k přerušení jeho konzumace. Tyto příznaky mají tendence přetrvávat i 3 dny. Některé příznaky ale mohou trvat i déle a některé naopak zase kratší dobu. Mezi takové příznaky patří především bolesti hlavy, kdy je doba jejich trvání v rozpětí 2–6 dnů. Bolesti hlavy bývají většinou považovány za nejzávažnější z abstinenčních příznaků, protože se mohou vyvinout až v migrénu. Jejich příčinou je dočasné zvýšení cerebrálního krevního tlaku. Závažnost bolestí hlavy pozitivně koreluje, tedy přímo souvisí s velikostí dávky, na kterou byl konzument zvyklý. Platí tedy, že čím větší je pravidelná dávka, tím větší bolesti hlavy následují po jejím vysazení.
Mezi další příznaky patří ospalost, vyčerpanost a nervozita. Příznakům se dá předejít postupným snižováním dávek během několika dní. Doporučená rychlost je ubrat půl šálku denně. Abstinenční příznaky jsou údajně způsobeny přecitlivělostí organismu na adenosin.
„Kofein je droga a děti si na něj navyknou stejným způsobem jako dospělí. Když je dítě, které je zvyklé konzumovat velké množství čokolády a limonád, najednou připraveno o přísun kofeinu, projeví se u něj abstinenční příznaky, které zahrnují bolesti hlavy, žaludeční křeče, podrážděnost a deprese.
Kromě toho, že silně zatěžuje endokrinní systém, kofein zbavuje účinku vitamín B1 (thiamin) a inositol a má močopudné účinky, které mohou z organismu odplavovat draslík a zinek a zabraňovat řádné asimilaci vápníku a železa.
Pokud vaše dospívající dítě chce šálek kávy, nabídněte mu bezkofeinové druhy kávy jako je Pero, Caffis, Roastaroma a Postum. A když vaše dítě bude chtít šálek čaje, existuje široký výběr bylinných čajů rozmanité chuti. Místo čokolády použijte svatojánský chléb.
Zastavit špatné zvyky dříve, než se rozvinou, je jednodušší.“ (E. L. Mindell)
Závislost na kofeinu si utvoří nejen člověk, ale i včely.

## Předávkování a toxicita

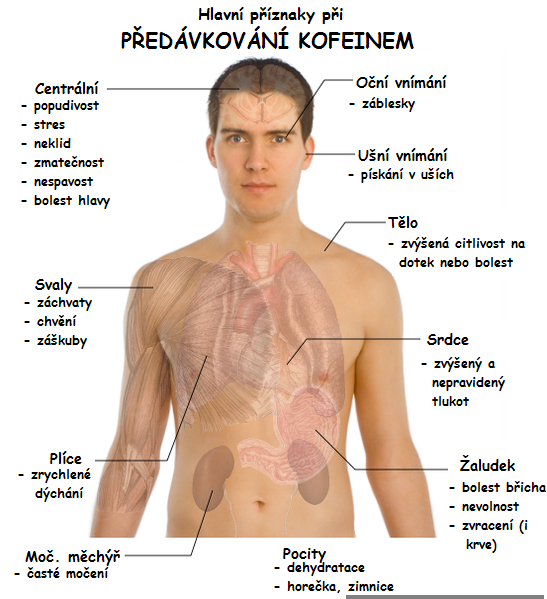
Hlavní příznaky předávkování kofeinem

Velké množství kofeinu může mít útlumový efekt. Ve velkých dávkách vede k pocitu podráždění, neklidu, nespavosti, stresu, rozrušení, nesouvislému toku myšlenek a řeči, ztrátě energie, popřípadě i křečím.

## Bezpečná dávka
Bezpečná denní dávka kofeinu pro dospělé je 3 až 6 mg na kilogram tělesné hmotnosti. Těhotné a kojící ženy podle britské vědecké komise Commitee on Toxicity neměly přesáhnout 3,43 mg na kilogram tělesné hmotnosti a den. U dětí by se negativní projevy kofeinu neměly projevovat do denní dávky 3 mg na kilogram tělesné hmotnosti. Je to však individuální, záleží na hmotnosti, případné přecitlivělosti na kofein, na funkci ledvin i na tom, zda dotyčný nebere určité léky, například ty, které ovlivňují činnost ledvin. Přecitlivělá osoba může dostat arytmii i po dvou šálcích kvalitní kávy. Někteří léčitelé jsou ke kofeinu nedůvěřiví – umějí ho používat jako lék, ale zároveň si myslí, že o jeho toxicitě ještě není známo všechno. Podobně je to i s teobrominem (kakao, čokoláda), které jsou kofeinu podobné. (Například viz Cayce.)

### Toxická dávka
Koncentrace kofeinu v séru, která se obvykle považuje za toxickou, je v rozmezí od 200 μM a výš. Pokud se předpokládá, že dávka 10 mg/kg tělesné hmotnosti odpovídá zvýšení o 5–10 μM po jedné hodině od požití kofeinu, pak toxická dávka kofeinu odpovídá rozsahu 20–40 mg/kg (nebo 1,8–3,6 g pro osobu vážící 90,7 kg). 

### Letální dávka
Dle více zdrojů se hovoří o smrtelné dávce (letální dávce) okolo 10 g (tedy cca 80 šálků kávy). Důkazem mohou být například výsledky forenzních pitev provedených v letech 1993 až 2009 ve Švédsku, kde byl zkoumán vliv regulace prodeje kofeinových tablet na snížení fatálních otrav.

## Kofein a sportovní výkon
1. Kofein zřejmě neprospívá krátkodobým a vysoce intenzivním aktivitám (např. sprint, intenzivní krátkodobý trénink).
2. Kofein zvyšuje výkonnost u vytrvalostních sportů (zlepšuje využití tuků jako energetického zdroje).

Mezinárodní olympijský výbor původně zařadil kofein na seznam zakázaných látek (v případě zjištění více než 12 µg/ml moči). Od roku 2005 však již kofein nepatří mezi zakázané látky, a to v jakémkoliv množství.

## Vliv kofeinu na ostatní organismy

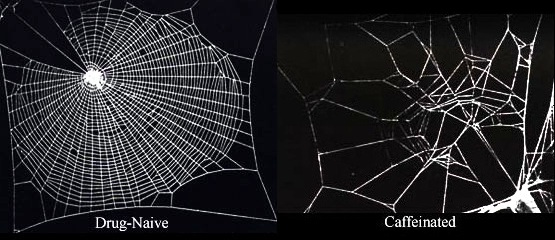
Vliv kofeinu na schopnost pavouků tkát pavučiny (vlevo normální pavoučí síť)

Nedávno objevená bakterie Pseudomonas putida CBB5 může žít z čistého kofeinu a může jej štěpit na oxid uhličitý a čpavek.
Kofein je toxický pro ptáky, kočky a psy. Na měkkýše, pavouky a další hmyz má výrazné nepříznivé účinky, protože tyto organismy nejsou schopny kofein metabolizovat.

## Obsah kofeinu v nápojích
| Nápoj                                                      | Obsah (mg) | Obsah (mg/100ml) | Obsah (‰) |
| ---------------------------------------------------------- | ---------- | ---------------- | --------- |
| Káva (cca 200 ml)                                          | 120        | 60               | 0,6       |
| Čaj (černý, zelený i bílý, cca 200 ml, louhovaný 3 minuty) | 22–86      | 11–43            | 0,25      |
| Ledový čaj (200 ml)                                        | 30         | 15               | 0,15      |
| Limonáda                                                   | 15         |                  |           |
| Kakao (100 g)                                              | 13         |                  | 0,13      |
| Čokoládové mléko                                           | 4          |                  |           |
| Mléčná čokoláda (100 g)                                    | 3          |                  | 0,03      |
| Hořká čokoláda (100 g)                                     | 10         |                  | 0,1       |
| Kofola (100 ml)                                            | 15         | 15               | 0,15      |
| Coca-Cola (300 ml)                                         | 28,8       | 9,6              | 0,10      |
| Cherry cola (300 ml)                                       | 46,5       | 15,5             | 0,16      |
| Dr Pepper (300 ml)                                         | 39,6       | 13,2             | 0,13      |
| Pepsi cola (300 ml)                                        | 38,4       | 12,8             | 0,13      |
| RC Cola (300 ml)                                           | 36,3       | 12,1             | 0,12      |
| Semtex (100 ml)                                            | 32,0       | 32               | 0,32      |
| Red Bull (250 ml)                                          | 80         | 32               | 0,32      |
| Big Shock (100 ml)                                         | 32,0       | 32               | 0,32      |
| 100 octane (250 ml)                                        | 80,0       | 32               | 0,32      |
| Kamikaze (275 ml)                                          | 70,125     | 25,5             | 0,26      |
| Kamikaze Strong (250 ml)                                   | 152,5      | 61               | 0,61      |
| Crazy Wolf (250 ml)                                        | 80         | 32               | 0,32      |
| Monster Energy (500 ml)                                    | 160        | 32               | 0,32      |
| Euro Shopper Energy drink (supermarket Albert) (100 ml)    | 32         | 32               | 0,30      |
| Herbalife Liftoff (250 ml)                                 | 75         | 30               | 0,30      |
| Prime Hydration Drink (500 ml)                             | 280        | 56               | 0,35      |

Americká norma povoluje maximálně 72 mg kofeinu na 3 dl limonády (=0,24 ‰).